# Estación de Freienbach SBB
La estación de Freienbach SBB es una  estación ferroviaria de la comuna suiza de Freienbach, en el Cantón de Schwyz.

## Historia y ubicación
La estación se encuentra ubicada en el norte del núcleo urbano de Freienbach. Existe otra estación, la estación de Freienbach SOB, en el sur del núcleo urbano. Fue inaugurada en 1875 con la apertura de la línea férrea que recorre la margen izquierda del Lago de Zúrich, Zúrich - Pfäffikon SZ - Ziegelbrücke/Näfels-Mollis por parte del Schweizerischen Nordostbahn (NOB). Cuenta con un único andén central, al que acceden dos vías pasantes.
En términos ferroviarios, la estación se sitúa en la línea Zúrich - Pfäffikon SZ - Ziegelbrücke, conocida como la línea de la margen izquierda del Lago de Zúrich. Sus dependencias ferroviarias son la estación de Bäch hacia Zúrich y la estación de Pfäffikon SZ en dirección Ziegelbrücke.

## Servicios ferroviarios
Los servicios ferroviarios de esta estación son prestados por SBB-CFF-FFS:

### S-Bahn Zúrich
La estación está integrada dentro de la red de trenes de cercanías S-Bahn Zúrich, en la que efectúan parada los trenes de varias líneas pertenecientes a S-Bahn Zúrich:
- S 8 Weinfelden – Winterthur – Wallisellen – Zúrich HB – Thalwil – Pfäffikon SZ
- S N8 Zúrich HB – Pfäffikon SZ – Lachen